# Thunbergova žutika
Thunbergova žutika (lat. Berberis thunbergii) je listopadni grm, podrijetlom iz Kine i Japana. Dobro podnosi niske temperature, kao i zagađenja zraka, prašinu i dim pa je zbog tih osobina izuzetno pogodna za velike gradove. Bolesti i štetnici je baš i ne napadaju.

## Opis
Naraste u visinu od 50 cm do 1 m. Grm je gusto razgranat, grane su crvenosmeđe s tankim trnovima. Na njima se nalaze sitni eliptični svjetlozeleni listovi cjelovita ruba. Dugi su 12 – 24 mm, a široki 3 – 15 mm. U jesen zelena boja prijeđe u narančastocrvenu. Cvjeta tijekom travnja i svibnja žutim cvjetovima koji dolaze u skupinama od dva do pet cvjetova veličine 5 – 8 mm. U jesen narastu crveni elipsasti glatki plodovi koji jako lijepo izgledaju. Dugi su 7 – 10 mm, a široki 4 – 7 mm i sadrže samo jednu sjemenku. Plodovi ostaju na stablu i nakon opadanja listova i stoje tijekom zime.